# Dawronoye
Dawronoye (sirjački: ܕܲܘܪܵܢܵܝܹܐ ), sekularni, ljevičarski, nacionalistički pokret među Asircima. U ideologiji ima socijalističkih natruha. Korijeni mu sežu u kasne 1980-te u grad u Turskoj Midyat (kurdski Midyad‎, sirjački ܡܕܝܕ Mëḏyaḏ ili Miḏyôyo na lokalnom turoyskom dijalektu, arapski مديات‎).

## Ideologija
Spada u militantne skupine krajnje ljevice. Sebe opisuju kao revolucionarne socijaliste. Na skupovima ovog pokreta nose se i asirske i sirjačke zastave. Promiču misao da su Asirci i Sirjaci isti narod iste domovine.

## Povijest
Kasnih 1980-ih, skupina asirske mladeži koja se okupila u Midyatu radi raspravljanja situacije Asiraca u Turskoj nakon porasta broja napada usmjerenih na njih. Asirci nisu bili priznati kao posebna etnička skupina sa svojim vlastitim jezikom, te je trpila diskriminaciju i opresiju. Neprekidno nasilje dovelo je do vala iseljavanja Asiraca u Europu. To je nagnalo skupinu Asiraca stvoriti organizaciji čiji će glavni cilj biti spriječiti egzil Asiraca iz asirske domovine. Ova je organizacija bila poznata kao Tukoso Dawronoyo Mothonoyo d’Bethnahrin, što u prijevodu na hrvatski glasi "Domoljubna revolucionarna organizacija Bet-Nahrina". Etimologija iza imena "Dawronoye" ukazuje da riječ se shvatilo da znači "revolucionari", a u stvari se pokazalo da znači "suvremeni". 
Osnivači Dawronoyea uspostavili su korelaciju između borbe Asiraca i Kurda u Turskoj, potičući članove pokreta pridružiti se lokalnoj mreži potpore Kurdistanske radničke stranke. Pak, članovi Dawronoye uhićeni su zbog miješanja s Kurdistanskom radničkom strankom i poslije pušteni, što je dovelo do iseljavanja nekih članova pokreta u Europu gdje je iseljenička mreža uspostavljena u državama kao što su Švedska, Nizozemska, Belgija, Austrija i Njemačka.
2000. godine Dawronoye je održao svoj prvi kongres i članovi su se reorganizirali kao Stranka slobode Bet-Nahrina (sirjački: Gabo d’Hirutho d’Bethnahrin, GHB).

## Irak
Cijela je mreža Dawronoyinih organizacija civilnog društva unutar suvremenih državnih granica asirske domovine. Među afiliranim organizacijama u Iraku su Bet-Nahrainska domoljubna unija (Huyodo Bethnahrin Athronoyo, HBA) i milicija Snage Ninivske ravnice (NPF). NPF su osnovali u suradnji s Demokratskom strankom Bet-Nahraina.
17. srpnja 1999. Dawronoyi afilirana Domoljubna revolucionarna organizacija Bet-Nahraina (PROB) izvela je prvi napad skupa s Kurdistanskom radničkom strankom (PKK) protiv vojne utvrde Kurdistanske demokratske strane (KDP) u gradu Kasre, pri čemu je poginulo 39 Pešmerginih boraca i 20 ozlijeđeno. Tridana poslije izveli su drugi napad na skupinu u kojoj je nekoliko boraca Masouda Barzanija ubijeno kad je raznesen vojni kamion na mostu između Kasre i Hajji Umrana. Za oba se napada tvrdilo da su osveta za smrt Asirke Helen A. Sawa koju je navodno silovao i ubio KDP-ov čovjek.
Političko krilo pokreta Dawronoye u Iraku je Domoljubna unija Bet-Nahrinana (Patriotic Union of Beth Nahrian, PUBN) koji je prije toga bio na Ištarskoj domoljubnoj listi i natjecala se za zastupnička mjesta Vijeća zastupnika Iraka i Parlamenta Iračkog Kurdistana. Druga afilirana politička stranka Dawronoyea u Iraku je Pokret sirjačkog zbora, baziran u asirskom gradu Bakhdidi. Obje te stranke djeluju na stvaranju autonomne regije u dominantno asirskoj Ninivskoj ravnici.